# Stenocidnus
Stenocidnus es un género de escarabajos longicornios de la tribu Acanthocinini.

## Especies
- Stenocidnus flavicans Breuning, 1956
- Stenocidnus flavosignatus Breuning, 1956